# Malcolm Wilson (kierowca rajdowy)
Malcolm Irving Wilson, kawaler Orderu Imperium Brytyjskiego (ur. 17 lutego 1956) – brytyjski kierowca rajdowy. Jego syn Matthew również jest kierowcą rajdowym.

## Życiorys

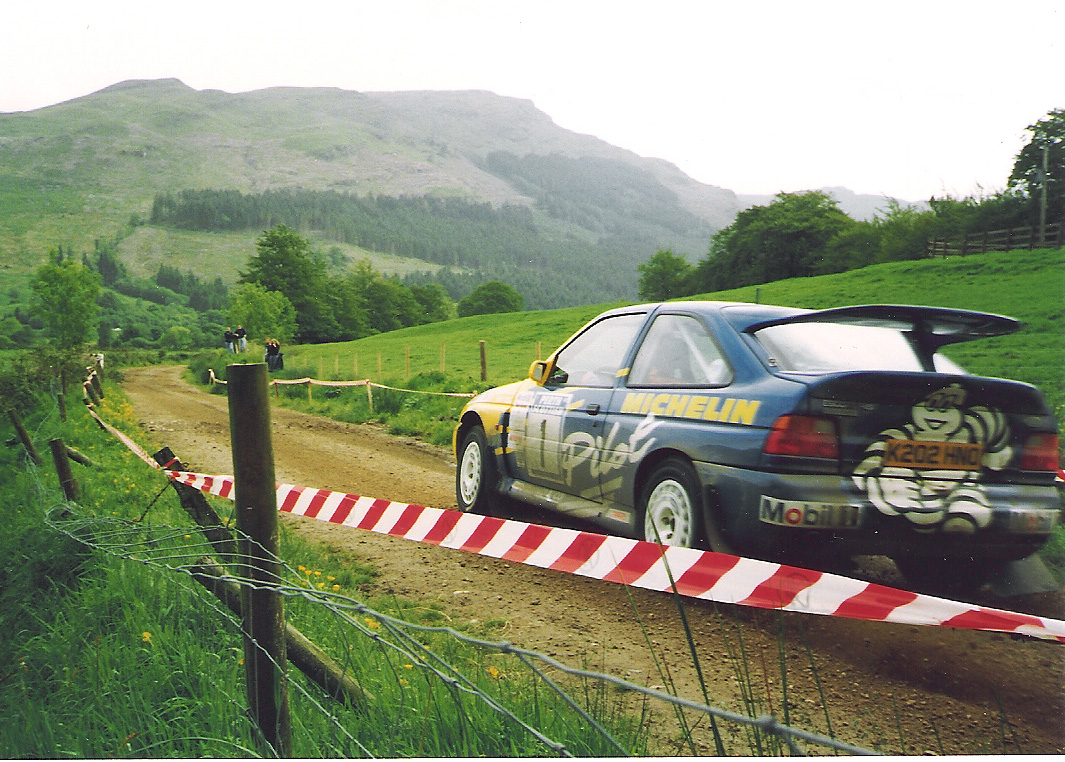
Wilson w rajdzie Szkocji

Po owocnej karierze kierowcy rajdowego, został zarządzającym zespołem rajdowym Ford World Rally Team przy wykorzystaniu własnej firmy M-Sport.